# Live For
Singles par The Weeknd
Love in the Sky
(2013) Elastic Heart
(2013)
Singles par Drake
Hold On, We're Going Home
(2013) All Me
(2013)
Live For est une chanson du chanteur canadien The Weeknd en duo avec le rappeur canadien Drake, sortie le 20 août 2013 sous les labels XO et Republic Records. Le single apparaît sur l'album Kiss Land de The Weeknd. 

## Classement
| Classement                               | Pays         | Position |
| ---------------------------------------- | ------------ | -------- |
| Gaon Chart                               | Corée du Sud | 143      |
| Billboard Bubbling Under Hot 100 Singles | États-Unis   | 19       |
| Billboard Hot R&B/Hip-Hop Songs          | États-Unis   | 47       |
| The Official Charts Company              | Royaume-Uni  | 111      |
| UK Hip Hop and R&B Chart                 | Royaume-Uni  | 23       |